# انقراض (فیلم ۲۰۱۸)
انقراض (انگلیسی: Extinction) یک فیلم علمی تخیلی آمریکایی است که در سال ۲۰۱۸ تولید شده‌است. این فیلم به کارگردانی بن یانگ و نوشتهٔ اسپنسر کوهن ، اریک هیزرر و برد کن می‌باشد. از ستاره‌های این فیلم میتوان به مایکل پنیا ، لیزی کاپلان ، مایک کولتر ، اما بوث ، لکس شراپنل و ایزرائیل بروسارد اشاره کرد. این فیلم توسط شبکه ی تلویزیونی نتفلیکس در ۲۷ ژوئیه ۲۰۱۸ منتشر شد.

## بازیگران
مایکل پنیا در نقش پیتر
لیزی کاپلان در نقش آلیس ، زن پیتر
مایک کولتر در نقش دیوید ، رئیس پیتر
آملیا کروچ در نقش هانا ، دختر پیتر و آلیس
اریکا ترمبلی در نقش لوسی ، دختر پیتر و آلیس
ایزرائیل بروسارد در نقش میلز ، سرباز
اما بوث در نقش سامانتا ، دوست آلیس و زن لکس
لکس شراپنل در نقش رِی ، شوهر سامانتا
لیلی اسپل در نقش مگان ، دخنر رِی و سامانتا

## داستان
پیتر یک مهندس است که کابوس‌های تکراری می‌بیند که در آن او و خانواده اش و همچنین شهر محل زندگی اش مورد تهاجم موجودات ناشناخته قرار میگیرند. با بیشتر شدن کابوس ها، همسرش، آلیس، از او می‌خواهد که پیش یک روانپزشک متخصص برود. رئیس او ، دیوید ، متوجه می شود که حال پیتر چندان خوب نیست و آدرس یک درمانگاه را به او میدهد تا به آنجا مراجعه کند. در آنجا با کریس، مرد آشفتهٔ دیگری دیدار می‌کند و با صحبت با او متوجه می شود که او هم، مانند خودش همین کابوس‌ها را می‌بیند. پیتر با عجله درمانگاه را بدون پیدا کردن هیچ درمانی ترک می‌کند و پی می برد که این خواب ها نشانه ای برای او و خانواده اش است تا….

## زمان انتشار فیلم
انقراض در ۲۷ ژوئیه ۲۰۱۸ توسط نتفلیکس منتشر شد این فیلم در اصل به صورت فیلم نامه ای تئاتری برای اجرا در تاریخ ۲۶ ژانویه ۲۰۱۸ توسط یونیورسال استودیوز برنامه‌ریزی شده بود، اما انتشار برنامه تعویق پیدا کرد. بعد از آن در ماه فوریه ۲۰۱۸ گزارش شد که نت فلیکس قرار است این فیلم را به جای یونیورسال به اکران درآورد.